# Sanzigen
Sanzigen Inc.  (jap. 株式会社サンジゲン Kabushiki gaisha Sanjigen) – japońskie studio animacji założone w 2003 roku, a formalnie zarejestrowane trzy lata później, specjalizujące się w animacji CGI. Jego założycielami są byli pracownicy studia Gonzo, którzy pracowali przy wielu serialach i filmach anime.
Jego nazwa pochodzi od japońskiego słowa trójwymiarowy (jap. 三次元 sanjigen). Studio jest częścią holdingu Ultra Super Pictures.
13 grudnia 2019 r. Bushiroad ogłosił, że nabył 8,2% akcji Sanzigen. Ultra Super Pictures jest obecnie właścicielem 75,4% Sanzigen, a prezes studia Hiroaki Matsuraa jest właścicielem 16,4% firmy.
10 lutego 2020 studio nawiązało współpracę z Millepensee w celu założenia nowego studia o nazwie IXIXI.

## Produkcje

### Seriale
- Black Rock Shooter (2012; koprodukcja z Ordet)
- Wooser's Hand-to-Mouth Life (2012)
- Miss Monochrome (2013–2015; koprodukcja z Liden Films)
- Arpeggio of Blue Steel -Ars Nova- (2013)
- Wooser's Hand-to-Mouth Life: Kakusei-hen (2014; koprodukcja z Liden Films)
- The Heroic Legend of Arslan (2015; koprodukcja z Liden Films)
- Wooser's Hand-to-Mouth Life: Mugen-hen (2015)
- Heavy Object (2015–2016; efekty 3DCG; animacja tworzona przez J.C.Staff)
- Bubuki Buranki (2016)
- Bubuki Buranki 2: The Gentle Giants of the Galaxy (2016)
- ID-0 (2017)
- BanG Dream! Girls Band Party! ☆ Pico (2018–2020, koprodukcja z DMM.futureworks)
- BanG Dream! (2019–2020; drugi i trzeci sezon)
- Sakura Wars the Animation (2020)
- Argonavis from BanG Dream! (2020)
- D4DJ First Mix (2020–2021)
- D_Cide Traumerei (2021)

### OVA/ONA
- The Heroic Legend of Arslan (2016, z Liden Films)
- Sorcery in the Big City (2017)

### Filmy animowane
- 009 Re:Cyborg (2012; koprodukcja z Production I.G)
- Initial D Legend 1: Awakening (2014; koprodukcja z Liden Films)
- Initial D Legend 2: Racer (2015; koprodukcja z Liden Films)
- Arpeggio of Blue Steel: Ars Nova DC (2015)
- Arpeggio of Blue Steel: Ars Nova Cadenza (2015)
- Initial D Legend 3: Dream (2016; koprodukcja z Liden Films)
- Promare (2019; prace 3DCG dla Studia Trigger)
- BanG Dream! Film Live (2019)
- BanG Dream! Episode of Roselia: Yakusoku (2021)
- BanG Dream! Episode of Roselia: Song I am (2021)
- BanG Dream! Film Live 2nd Stage (2021)
- BanG Dream! Poppin' Dream! (2022)

### Gry komputerowe
- Fire Emblem: Three Houses (2019) – animacja CGI
- Sakura Wars (2019) – animacja CGI
- Super Smash Bros. Ultimate  (2020) – animacja CGI (Byleth Reveal Trailer)